# クラウンマジック
『クラウンマジック』(英:Crown Magic)は、エイブルコーポレーションより2002年11月に発売されたアーケードゲーム。

## 概要
多彩なフィーチャーを搭載した8ラインのビデオスロットゲーム。エイブル社開発のスーパーライブボディ、スーパーライブボディURに最も適した形で作られた。
第2作となる『クラウンマジック チェリーラッシュ』は2005年より発売されている。

## システム
8ベット以上でボーナスラインとしてもう1ラインが発生し、レインボー、ゴールド、シルバーの星シンボルが3つ揃うとメインゲームの配当がアップする。それぞれの色の星を集めると、メインゲームに関係なくボーナスフィーチャーへと突入する。リール回転時にリールが点滅すると「チェリーラッシュチャンス」が発生し、メダル大量獲得のチャンスとなる。メインゲーム以外での演出を充実させることでプレイヤーを飽きさせない内容となっている。